# Museo de Historia Natural de Pavía
El Museo de Historia Natural de Pavía es un museo de historia natural situado en Pavía, en el norte de Italia. Se ocupa de conservar y, en caso de necesidad, recuperar y restaurar el material que, en el curso del tiempo, se ha perjudicado. Compuesto de tres secciones, hoy se encuentra en una sede provisional. El museo está ubicado dentro del histórico Palazzo Botta Adorno.

## Notas históricas

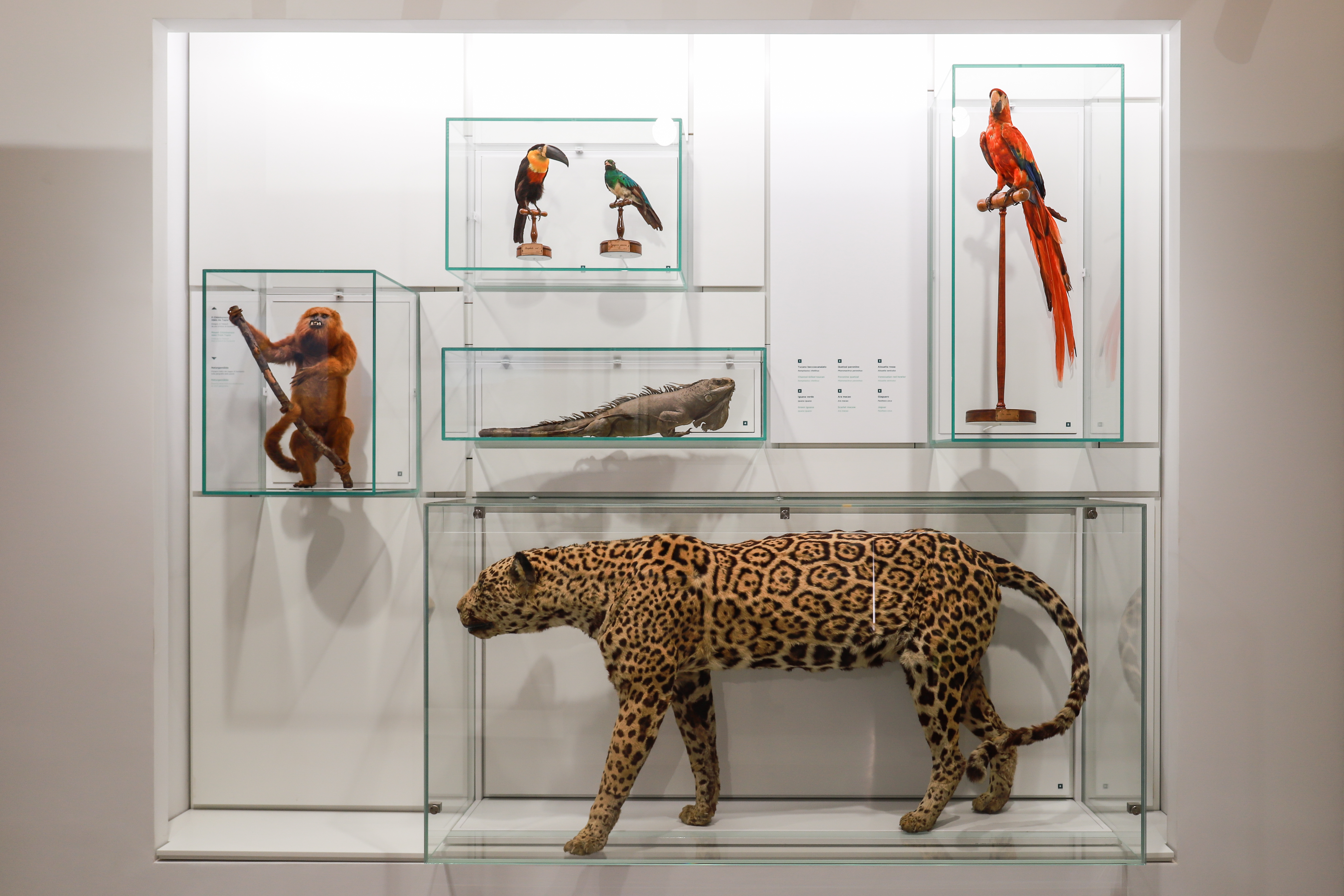
Una selección de especímenes de animales conservados en el Museo de Historia Natural de Pavía

### Colección Spallanzani

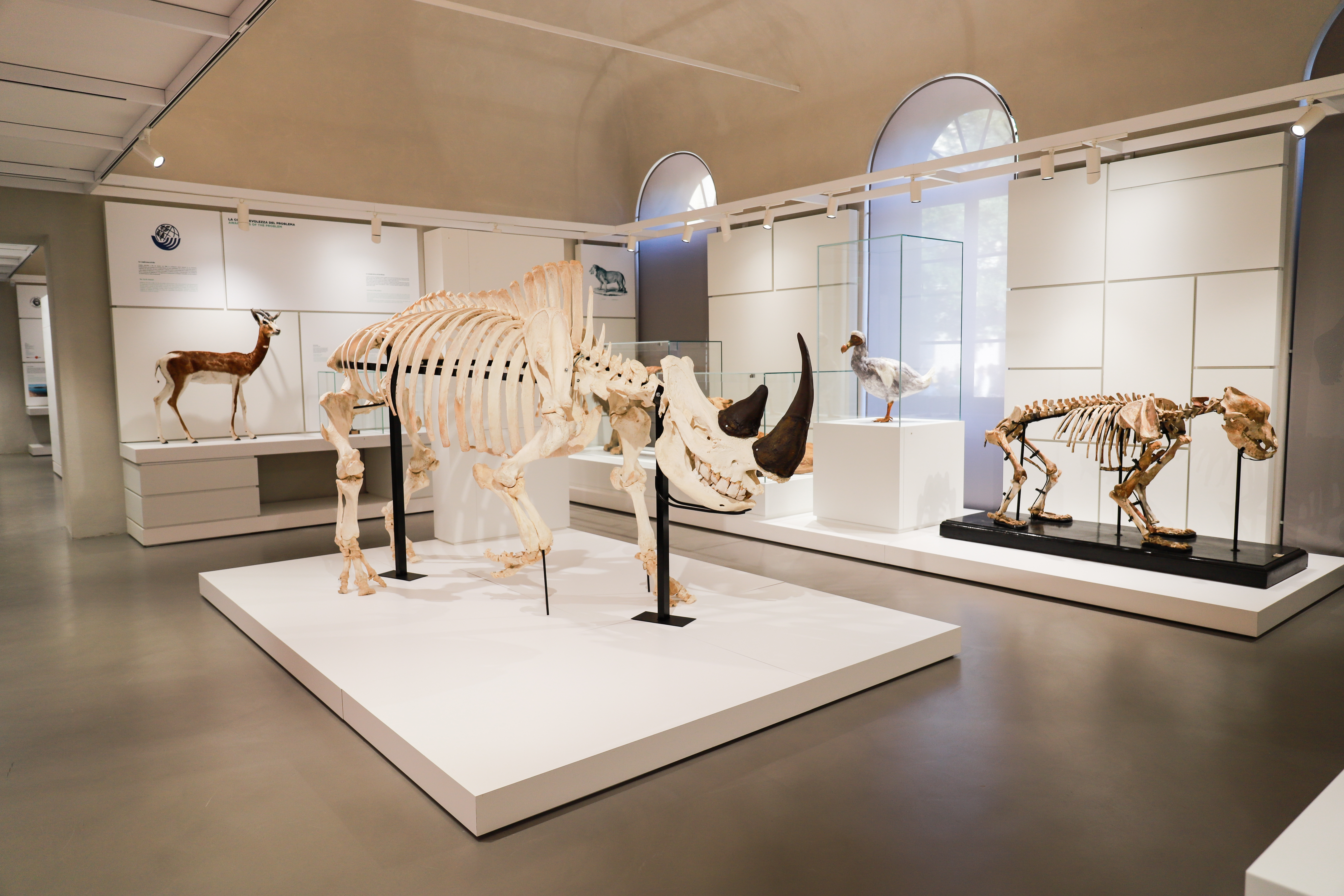
Una de las salas del Museo Kosmos con un esqueleto de rinoceronte blanco del sur en primer plano.

### Colección de zoología

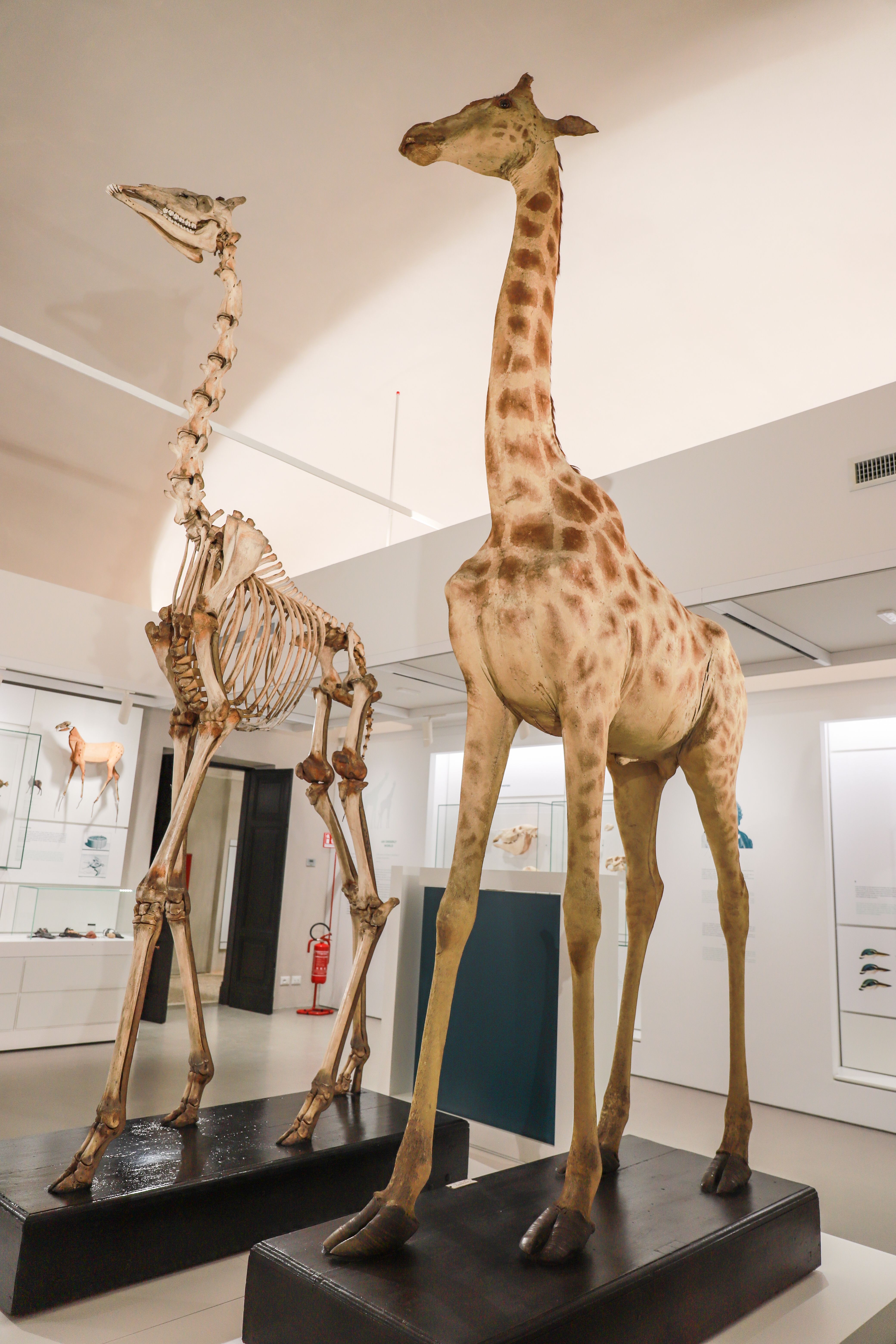
Esqueleto de jirafa en exhibición en Kosmos

### Colección de anatomía comparada

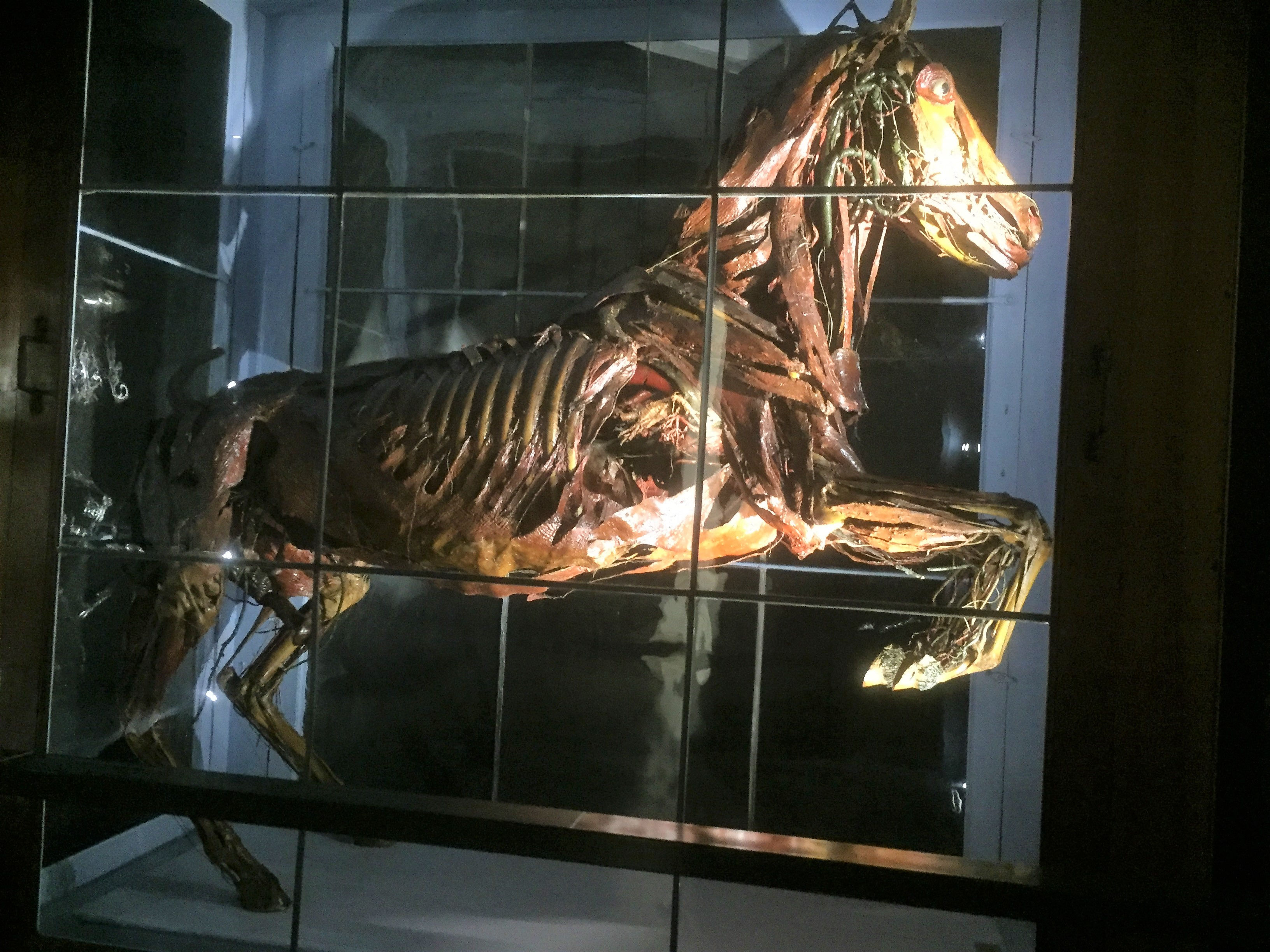
Preparación anatómica de un caballo, Giovanni Battista Volpi (c. 1752–1821).

### Shanti el elefante

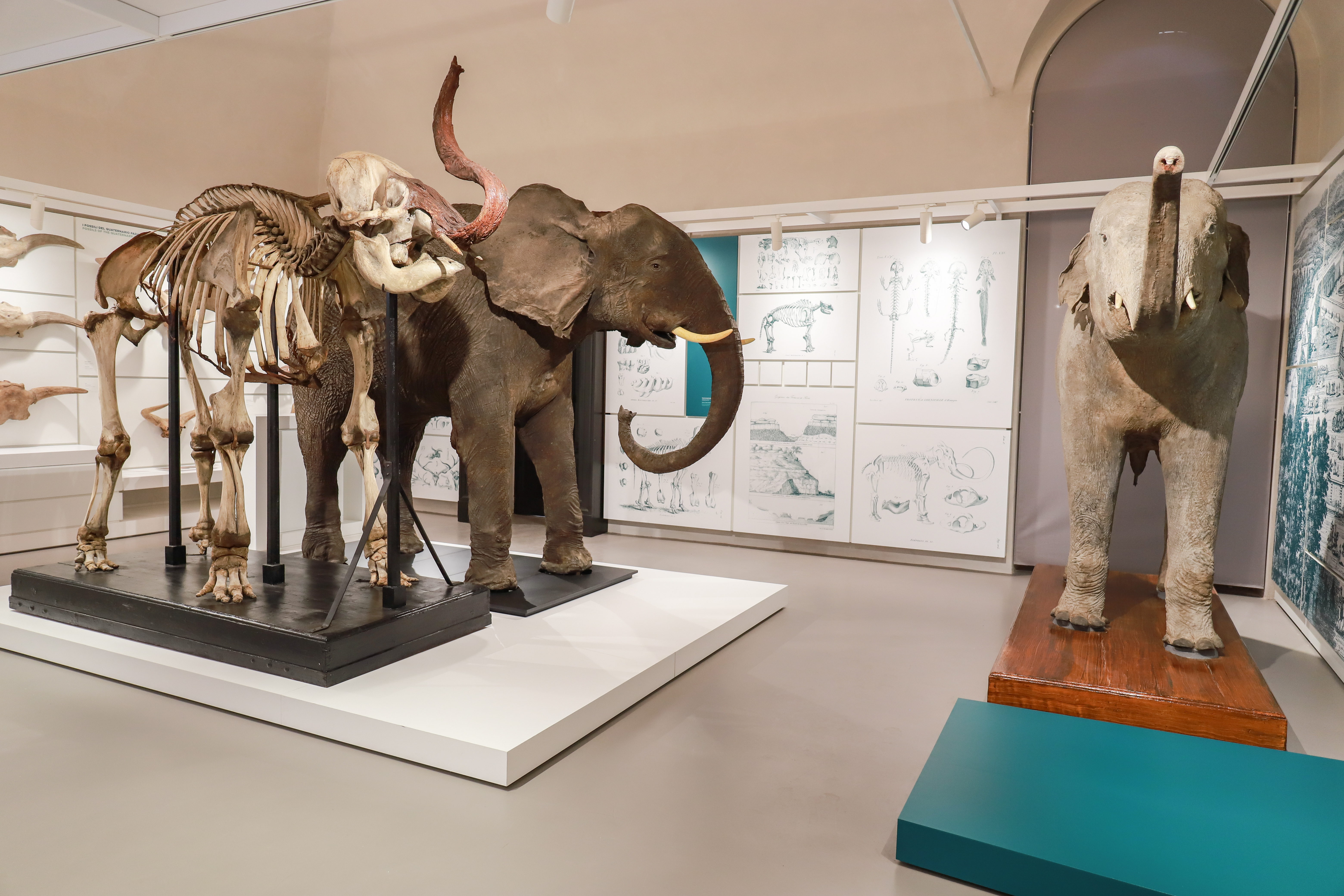
Una de las salas del museo Kosmos con el esqueleto de un elefante africano y un ejemplar de la misma especie en taxidermia y a la derecha el elefante asiático ofrecido por Napoleón